# Volo Capital Airlines 75
Il volo Capital Airlines 75 era un volo passeggeri regionale della Capital Airlines tra l'aeroporto La Guardia e l'aeroporto internazionale Hartsfield-Jackson di Atlanta, in Georgia. Il Vickers Viscount che operava il volo si schiantò presso Chase, nel Maryland, il 12 maggio 1959, con la perdita di tutti i passeggeri a bordo. L'incidente fu il terzo dei quattro che coinvolsero un Viscount della Capital Airlines in meno di due anni; gli altri tre erano il volo Capital Airlines 67 (aprile 1958), il volo Capital Airlines 300 (maggio 1958) e il volo Capital Airlines 20 (gennaio 1960).

## L'incidente
Il volo lasciò il terminal del La Guardia alle 3:20 del pomeriggio, con 20 minuti in ritardo, decollando alle 3:29. Quindi salì a quota 14.000 piedi prima di raggiungere l'aerovia assegnata, Victor 3. Alle 4:02 i piloti contattarono il Centro di Washington, riportando il passaggio sopra Westchester e stimando che Westminster fosse a quindici minuti di distanza dalla loro posizione. Durante la stessa comunicazione notarono che stavano imperversando dei temporali lungo la rotta assegnata e chiesero il permesso di navigare al riparo un po' più a sud di Westminster. Il controllore del traffico aereo prese atto della richiesta e diede il via libera. Alle 4:10 i piloti contattarono nuovamente il controllore, notificando che avevano rallentato un po' per aggirare la turbolenza. Questo fu l'ultimo messaggio inviato dall'equipaggio di condotta; tre minuti dopo il Viscount entrò in una zona di forte turbolenza, perdendo il controllo ed entrando in una ripida discesa.
Si ritiene che il velivolo abbia raggiunto una velocità di 335 nodi, ben il 15% in più rispetto al normale, mai superata da un Viscount, e circa il 5% in più rispetto alla velocità massima dimostrata quando l'aereo fu certificato. Di conseguenza, a circa 5000 piedi, entrambi gli stabilizzatori orizzontali cedettero contemporaneamente, separandosi verso il basso. La separazione fece beccheggiare violentemente l'aereo con il muso in basso; i carichi giroscopici combinati con l'inerzia ruppero verso l'alto tutte e quattro le gondole motore. Entrambe le ali vennero quindi sottoposte a una pressione estrema. Sotto di essa, l'ala destra si staccò e l'integrità della sinistra andò completamente distrutta.
Dopo aver perso molto della sovrastruttura del velivolo, l'ala sinistra trascinò da una parte la fusoliera, imbardandola violentemente verso sinistra. Altre forze g da quella direzione strapparono lo stabilizzatore verticale, che venne via con ancora attaccate porzioni della fusoliera, già indebolite dalla perdita dello stabilizzatore sinistro. Ulteriori rotazioni portarono alla disintegrazione dell'ala sinistra, aprendo i serbatoi del carburante e provocando un incendio improvviso. Ciò che restava della fusoliera si distrusse e l'aereo precipitò al suolo.

## Cause
La causa dell'incidente fu determinata come una perdita di controllo dell'aereo durante una turbolenza, con conseguente involontaria discesa ripida che creò carichi aerodinamici superiori a quelli per i quali il velivolo era stato progettato.